# Denebola
Denebola (AFI: /deˈnɛbola/; β Leo / β Leonis / Beta Leonis) è la terza stella più luminosa della costellazione del Leone, dopo Regolo e Gamma Leonis. Di magnitudine apparente +2,13, dista 36 anni luce dal sistema solare.

## Osservazione
Avendo una declinazione di +14°, Denebola è una stella dell'emisfero boreale. Tuttavia la sua vicinanza all'equatore celeste, la rende visibile da tutte le aree popolate della Terra. In particolare, essa risulta invisibile solo dalle regioni più interne del continente antartico. D'altra parte la sua posizione la rende circumpolare solo nelle vicinanze polo nord. Avendo una magnitudine pari a +2,13 è facilmente distinguibile anche da aree moderatamente affette da inquinamento luminoso.

## Caratteristiche fisiche
Denebola è una stella di classe spettrale A3-V, con una temperatura superficiale di circa 8700 K. Possiede una massa del 75% superiore a quella del Sole, il 73% in più del suo raggio ed ha una luminosità circa 14 volte superiore a quella solare. Denebola è una stella relativamente giovane, con un'età stimata inferiore ai 400 milioni di anni ed è classificata come stella variabile Delta Scuti, il che significa che la sua luminosità varia molto lievemente nel corso di un paio d'ore. La velocità di rotazione di Denebola è piuttosto elevata, circa 165 km/s, e questo la porta ad effettuare una rotazione su se stessa in meno di 0,65 giorni e ad avere una forma schiacciata ai poli e un rigonfiamento equatoriale, simile a quello di Achernar.

## Disco protoplanetario
Denebola mostra un forte eccesso di radiazione nella lunghezza d'onda degli infrarossi, il che sta a significare che in orbita attorno alla stella probabilmente si trova un disco di polveri a bassa temperatura. Come si ritiene che anche il nostro Sistema Solare abbia avuto origine da un simile disco, così Denebola e stelle simili, come Vega e Beta Pictoris, potrebbero essere candidate ad ospitare dei pianeti extrasolari. La polvere che circonda Denebola ha una temperatura di circa 120 K. Sono stati fatti in seguito dei tentativi di visualizzare il disco circumstellare, ma senza successo; da ciò è chiaro che il disco è molto più piccolo di quello che circonda, ad esempio, Beta Pictoris. Osservazioni interferometriche in luce infrarossa sembrano evidenziare la presenza di due dischi circumstellari; il disco più interno si estende da 0,13 a 0,3 au, mentre la seconda inizia a ~ 13 UA e avrebbe un'ampiezza di 6,2 UA.
Denebola è una delle poche stelle di classe A attorno alla quale siano noti dischi di detriti, e data la giovane età la sua osservazione è di grande interesse per studiare l'evoluzione di sistemi planetari extrasolari. D. Defrere e colleghi nel 2021 hanno osservato i dintorni di Denebola con il Large Binocular Telescope e lo studio ha rivelato un eccesso di infrarosso del 45% a 1,5 UA dalla stella, e dell'85% a 4,5 UA, al limite esterno della zona abitabile. Lo stesso studio ha mostrato temperature di 1600 K per la cintura più interna e di 120 K per il disco di detriti esterno e che la quantità di polvere attorno a β Leonis è 50 volte superiore alla quantità di polveri presente nella nube zodiacale, nel piano orbitale del sistema solare. Nello stesso studio è stata esclusa la presenza di pianeti tra 5 e 40 UA aventi una massa superiore a poche volte quella di Saturno.

## Membro di un superammasso
Recenti studi in ambito cinematico hanno rivelato che Denebola fa parte di un'associazione stellare chiamata superammasso IC 2391. Tutte le stelle che fanno parte di questo raggruppamento presentano un moto simile, anche se non sono legate da vincoli gravitazionali. Si ipotizza dunque che tali stelle siano nate nello stesso luogo e che inizialmente formassero un ammasso aperto; altre stelle di questo ammasso sono Alfa Pictoris, Beta Canis Minoris e gli altri membri dell'ammasso aperto IC 2391. Sono stati identificati in tutto più di 60 probabili membri.

## Etimologia e cultura di massa
Il suo nome deriva dall'arabo ذنب الاسد (Deneb Alased, pron. IPA /ðanab al-asad/) "la coda del Leone", in quanto per la sua posizione nella costellazione rappresenta la coda del Leone
Nella carta stellare del 1871 di R. A. Proctor, Denebola appare con il nome di Deneb Aleet.
Dafira è un nome meno utilizzato ed è anch'esso di origine araba e si riferisce al ciuffo di peli della coda del Leone, posizione nel quale è situata Denebola. Nell'astronomia babilonese marcava la diciassettesima costellazione eclittica, Zibbat A., "la coda del leone", mentre nella Cina antica Denebola faceva parte di un gruppo di cinque stelle di nome 五帝 座 (Woo Ti Tsi), "la sede dei dodici imperatori".
In astrologia Denebola era creduta essere portatrice di sfortune e disgrazie